# Рённов, Фредерик
Фредерик Риис Рённов (дат. Frederik Riis Rønnow; род. 4 августа 1992[…], Хорсенс, Вайле) — датский футболист, вратарь клуба «Унион» и сборной Дании. Полуфиналист чемпионата Европы 2020 года. Участник чемпионата мира 2018 года.

## Клубная карьера
Рённов — воспитанник клуба «Хорсенс». 2010 году он был включён в заявку основной команды. 31 марта 2012 года в матче против «Ольборга» он дебютировал в датской Суперлиги. Со второго сезона Фредерик занял место основного вратаря клуба. Летом 2013 года Рённов на правах аренды перешёл в «Эсбьерг». 22 июля в поединке против «Норшелланн» он дебютировал за новую команду. После возвращения из аренды Фредерик ещё полгода отыграл за вылетевший в первую лигу «Хорсенс».
Летом 2015 года Рённов перешёл в «Брондбю». 9 августа в матче против «Раннерс» он дебютировал за новую команду.
В апреле 2018 года было объявлено о переходе вратаря во франкфуртский «Айнтрахт».

## Карьера в сборной
В 2015 году в составе молодёжной сборной Дании Рённов принял участие в молодёжном чемпионате Европы в Чехии. На турнире он был запасным и на поле так и не вышел.
31 августа 2016 года в товарищеском матче против сборной Лихтенштейна Рённов дебютировал за сборную Дании.
В 2018 году Рённов принял участие в чемпионате мира в России. На турнире он был запасным вратарём и на поле не вышел.

## Статистика

### Матчи Рённова за сборную Дании
| Матчи Рённова за сборную Дании | Матчи Рённова за сборную Дании | Матчи Рённова за сборную Дании | Матчи Рённова за сборную Дании | Матчи Рённова за сборную Дании | Матчи Рённова за сборную Дании |
| ------------------------------ | ------------------------------ | ------------------------------ | ------------------------------ | ------------------------------ | ------------------------------ |
| №                              | Дата                           | Соперник                       | Счёт                           | Пропущено голов                | Соревнование                   |
| 1                              | 31 августа 2016                | Лихтенштейн                    | 5:0                            | —                              | Товарищеский матч              |
| 2                              | 4 сентября 2016                | Армения                        | 1:0                            | —                              | Чемпионат мира 2018 (отбор)    |
| 3                              | 11 ноября 2016                 | Казахстан                      | 4:1                            | 1                              | Чемпионат мира 2018 (отбор)    |
| 4                              | 15 ноября 2016                 | Чехия                          | 1:1                            | 1                              | Товарищеский матч              |
| 5                              | 6 июня 2017                    | Германия                       | 1:1                            | 1                              | Товарищеский матч              |
| 6                              | 10 июня 2017                   | Казахстан                      | 3:1                            | 1                              | Чемпионат мира 2018 (отбор)    |
| 7                              | 19 ноября 2018                 | Ирландия                       | 0:0                            | —                              | Лига наций УЕФА 2018/2019      |
| 8                              | 15 ноября 2020                 | Исландия                       | 2:1                            | 1                              | Лига наций УЕФА 2020/2021      |
| 9                              | 26 марта 2024                  | Фарерские острова              | 2:0                            | —                              | Товарищеский матч              |

Итого: 9 матчей / пропущено 5 голов; 6 побед, 3 ничьи, 0 поражений.